# Victoria VV 's Herenelderen
Victoria VV 's Herenelderen is een Belgische voetbalclub uit 's Herenelderen. De club is aangesloten bij de KBVB met stamnummer 1669 en heeft zwart en groen als clubkleuren.
KVVV 's Herenelderen heeft 2 herenteams en 1 damesteam die aantreden in de provinciale reeksen van de provincie Limburg.

## Geschiedenis

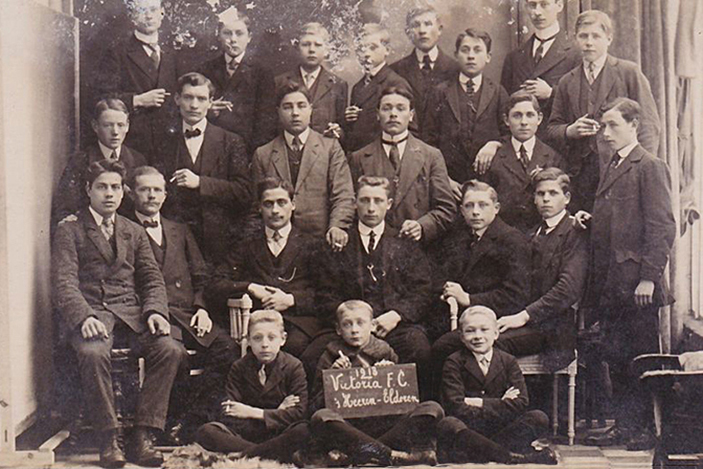
KVVV in de beginjaren als "Victoria F.C."

Reeds in 1918 werd in 's Herenelderen gevoetbald. Het oudste bewijs hiervan is een ploegfoto waarop de naam "Victoria F.C. 's Heren-Elderen" te lezen staat. De club werd eigenlijk pas opgericht in 1927 als liefhebbersclub om te kunnen deelnemen aan toernooien. Pas later kwam er interesse om deel te nemen aan officiële competities. Op 12 september 1930 werd de club officieel lid van de KBVB. Interessant om te weten is dat er reeds een voetbalclub in 's Herenelderen aanwezig was: Excelsior 's Herenelderen. Echter mocht er maar per inwonersschijf van 5000 inwoners een club bij de KBVB aansluiten. KVVV 's Herenelderen kon als eerste een aansluitingsaanvraag indienen en werd zo de eerste en de enige officiële voetbalclub in 's Herenelderen.
De club presteerde door de jaren heen goed over de hele lijn. Zij bleef actief in de provinciale reeksen en kon zelfs een paar keren ver geraken in de Beker van België.
De volledige geschiedenis van de club werd doorheen de jaren bijgehouden door oud-secretaris Gilbert Timmermans. Ter ere van het 100-jarige bestaan van de club, werd er door Timmermans op 1 mei 2020 een boek uitgebracht met waarin de geschiedenis van de club.

## Resultaten
| Seizoen | Klasse | Klasse | Klasse | Klasse | Klasse | Klasse | Klasse | Klasse | Klasse | Reeks                                                    | Punten                                                   | Opmerkingen                                              |
|         | I      | I      | II     | III    | IV     | P.I    | P.II   | P.III  | P.IV   |                                                          |                                                          |                                                          |
| ------- | ------ | ------ | ------ | ------ | ------ | ------ | ------ | ------ | ------ | -------------------------------------------------------- | -------------------------------------------------------- | -------------------------------------------------------- |
| 2004/05 |        |        |        |        |        | 16     |        |        |        | Eerste prov. Lim.                                        | 13                                                       | Degradatie                                               |
| 2005/06 |        |        |        |        |        |        | 3      |        |        | Tweede Prov. Lim. B                                      | 52                                                       |                                                          |
| 2006/07 |        |        |        |        |        |        | 7      |        |        | Tweede Prov. Lim. C                                      | 45                                                       |                                                          |
| 2007/08 |        |        |        |        |        |        | 2      |        |        | Tweede Prov. Lim. B                                      | 55                                                       | Promotie via eindronde                                   |
| 2008/09 |        |        |        |        |        | 7      |        |        |        | Eerste prov. Lim.                                        | 46                                                       |                                                          |
| 2009/10 |        |        |        |        |        | 16     |        |        |        | Eerste prov. Lim.                                        | 20                                                       | Degradatie                                               |
| 2010/11 |        |        |        |        |        |        | 14     |        |        | Tweede Prov. Lim. A                                      | 31                                                       | Degradatie                                               |
| 2011/12 |        |        |        |        |        |        |        | 10     |        | Derde Prov. Lim. C                                       | 34                                                       |                                                          |
| 2012/13 |        |        |        |        |        |        |        | 9      |        | Derde Prov. Lim. C                                       | 41                                                       |                                                          |
| 2013/14 |        |        |        |        |        |        |        | 10     |        | Derde Prov. Lim. C                                       | 37                                                       |                                                          |
| 2014/15 |        |        |        |        |        |        |        | 5      |        | Derde Prov. Lim. C                                       | 52                                                       | Verloren in eindronde                                    |
| 2015/16 |        |        |        |        |        |        |        | 5      |        | Derde Prov. Lim. C                                       | 49                                                       |                                                          |
|         | 1A     | 1B     | 1Am    | 2Am    | 3Am    | P.I    | P.II   | P.III  | P.IV   | Vanaf 2016-17 zijn er 3 nationale en 2 regionale niveaus | Vanaf 2016-17 zijn er 3 nationale en 2 regionale niveaus | Vanaf 2016-17 zijn er 3 nationale en 2 regionale niveaus |
| 2016/17 |        |        |        |        |        |        |        | 3      |        | Derde Prov. Lim. C                                       | 62                                                       | Verloren in eindronde                                    |
| 2017/18 |        |        |        |        |        |        |        | 1      |        | Derde Prov. Lim. C                                       | 63                                                       |                                                          |
| 2018/19 |        |        |        |        |        |        | 9      |        |        | Tweede Prov. Lim. B                                      | 43                                                       |                                                          |
| 2019/20 |        |        |        |        |        |        | 13     |        |        | Tweede Prov. Lim. B                                      | 23                                                       | Seizoen vroegtijdig stopgezet door Covid-19              |
| 2020/21 |        |        |        |        |        |        |        |        |        | Tweede prov. Lim. B                                      |                                                          | Geschrapt wegens de Coronacrisis.                        |
| 2021/22 |        |        |        |        |        |        | 8      |        |        | Tweede Prov. Lim. B                                      | 40                                                       |                                                          |
| 2022/23 |        |        |        |        |        |        | 7      |        |        | Tweede Prov. Lim. A                                      | 44                                                       |                                                          |
| 2023/24 |        |        |        |        |        |        | 8      |        |        | Tweede Prov. Lim. A                                      | 46                                                       |                                                          |
| 2024/25 |        |        |        |        |        |        | 5      |        |        | Tweede Prov. Lim. A                                      | 46                                                       |                                                          |
| 2025/26 |        |        |        |        |        |        |        |        |        | Tweede Prov. Lim. A                                      |                                                          |                                                          |

## Bekende oud-spelers[3]
- Jos Daerden
- Koen Daerden
- René Corstjens
- Albert Buntinx
- Lambert Nijs
- Eddy Martens
- Marc Jackers
- Gert Claessens